# Indy Racing League 1999
De Indy Racing League 1999 was het vierde seizoen van het kampioenschap dat tot 2002 officieel de Indy Racing League werd genoemd. Het werd gewonnen door Greg Ray. Tijdens het seizoen werd de 83e Indianapolis 500 gehouden die gewonnen werd door Kenny Bräck. Tijdens de race op 1 mei op de Charlotte Motor Speedway werd de wedstrijd stopgezet tijdens de 61e ronde nadat een wiel losgekomen was van een auto en in het publiek gekatapulteerd werd. Drie toeschouwers kwamen daarbij om het leven en er waren acht gewonden. De race werd opgeschort en van de kalender geschrapt.

## Races
|    | Datum        | Circuit                          | Winnaar        | Tweede         | Derde          | Pole position |
| 1  | 24 januari   | Walt Disney World Speedway       | Eddie Cheever  | Scott Goodyear | Jeff Ward      | Scott Sharp   |
| 2  | 28 maart     | Phoenix International Raceway    | Scott Goodyear | Jeff Ward      | Robbie Buhl    | Greg Ray      |
| 3  | 30 mei       | Indianapolis Motor Speedway      | Kenny Bräck    | Jeff Ward      | Billy Boat     | Arie Luyendyk |
| 4  | 12 juni      | Texas Motor Speedway             | Scott Goodyear | Greg Ray       | Sam Schmidt    | Mark Dismore  |
| 5  | 27 juni      | Pikes Peak International Raceway | Greg Ray       | Sam Schmidt    | Davey Hamilton | Greg Ray      |
| 6  | 17 juli      | Atlanta Motor Speedway           | Scott Sharp    | Robby Unser    | Kenny Bräck    | Billy Boat    |
| 7  | 1 augustus   | Dover International Speedway     | Greg Ray       | Buddy Lazier   | Kenny Bräck    | Mark Dismore  |
| 8  | 29 augustus  | Pikes Peak International Raceway | Greg Ray       | Davey Hamilton | Mark Dismore   | Greg Ray      |
| 9  | 26 september | Las Vegas Motor Speedway         | Sam Schmidt    | Kenny Bräck    | Robbie Buhl    | Sam Schmidt   |
| 10 | 17 oktober   | Texas Motor Speedway             | Mark Dismore   | Davey Hamilton | Greg Ray       | Greg Ray      |

## Eindklassement
| Rank | Rijder           | Ptn |
| ---- | ---------------- | --- |
| 1.   | Greg Ray         | 293 |
| 2.   | Kenny Bräck      | 256 |
| 3.   | Mark Dismore     | 240 |
| 4.   | Davey Hamilton   | 237 |
| 5.   | Sam Schmidt      | 233 |
| 6.   | Buddy Lazier     | 224 |
| 7.   | Eddie Cheever    | 222 |
| 8.   | Scott Sharp      | 220 |
| 9.   | Scott Goodyear   | 217 |
| 10.  | Robby Unser      | 207 |
| 11.  | Jeff Ward        | 206 |
| 12.  | Billy Boat       | 204 |
| 13.  | Buzz Calkins     | 201 |
| 14.  | Scott Harrington | 165 |
| 15.  | Stéphan Grégoire | 162 |
| 16.  | Robby McGehee    | 156 |

| Rank | Rijder                | Ptn |
| ---- | --------------------- | --- |
| 17.  | John Hollansworth Jr. | 146 |
| 18.  | Jaques Lazier         | 144 |
| 19.  | Tyce Carlson          | 139 |
| 20.  | Eliseo Salazar        | 137 |
| 21.  | Donnie Beechler       | 130 |
| 22.  | Robbie Buhl           | 114 |
| 23.  | Raul Boesel           | 98  |
| 24.  | Jimmy Kite            | 86  |
| 25.  | Steve Knapp           | 69  |
| 26.  | Ronnie Johncox        | 59  |
| 27.  | Johnny Unser          | 57  |
| 28.  | John Paul Jr.         | 39  |
| 29.  | Roberto Moreno        | 38  |
| 30.  | Roberto Guerrero      | 36  |
| 31.  | Robby Gordon          | 32  |
| 32.  | Andy Michner          | 29  |

| Rank | Rijder          | Ptn |
| ---- | --------------- | --- |
| 33.  | Tony Stewart    | 22  |
| 34.  | Hideshi Matsuda | 20  |
| 35.  | Stan Wattles    | 19  |
| 36.  | Marco Greco     | 18  |
| 37.  | Brian Tyler     | 16  |
| 38.  | Jeret Schroeder | 15  |
| 39.  | Jack Miller     | 13  |
| 40.  | Bobby Regester  | 12  |
| 41.  | Arie Luyendyk   | 11  |
| 42.  | Doug Didero     | 10  |
| 43.  | Niclas Jonsson  | 8   |
| 44.  | Gualter Salles  | 7   |
| =    | Wim Eyckmans    | 7   |
| 46.  | Sarah Fisher    | 5   |
| 47.  | Willy T. Ribbs  | 4   |
| 48.  | Jason Leffler   | 2   |